# Космос-25
Космос-25 — советский малый военный научно-исследовательский спутник серии космических аппаратов «Космос». КА типа «ДС-П1» (сер. № 4) разработан Конструкторским бюро «Южное». Был запущен 27 февраля 1964 с космодрома Капустин Яр со стартового комплекса «Маяк-2» ракетой-носителем «Космос 63С1».

## Первоначальные орбитальные данные спутника
- Перигей — 272 км
- Апогей — 526 км
- Период обращения вокруг Земли — 92.27 минуты
- Угол наклона плоскости орбиты к плоскости экватора Земли — 49°

## Аппаратура, установленная на спутнике
Аппаратура для отработки систем противоракетной и противокосмической обороны.